# Aischa Abd ar-Rahman

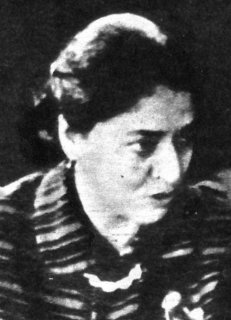
Aischa Abd ar-Rahman

Aischa Abd ar-Rahman (arabisch عائشة محمد علي عبد الرحمن, DMG ʿĀʾiša Muḥammad ʿAlī ʿAbd ar-Raḥmān; geb. 6. November 1913 in Damiette; gest. 1. Dezember 1998 in Kairo) war eine ägyptische Schriftstellerin und Literaturwissenschaftlerin. Sie war Professorin für arabische Literatur, die sowohl Fiktion als auch Biografien von Frauen verfasste. Sie betonte die Fähigkeit von Frauen, die Geschichten anderer Frauen zu analysieren. Sie schrieb unter dem Pseudonym بنت الشاطئ / Bint aš-Šāṭiʾ / ‚Tochter des Nils‘.

## Leben und Werk
Aischa Abd ar-Rahman war die Tochter eines Religionslehrers und wurde im Alter von zehn Jahren, als sich ihr Vater auf Reisen befand, von ihrer Mutter, die selbst Analphabetin war, zum Schulbesuch angemeldet. Später besuchte sie eine Mittelschule in al-Mansura und studierte ab 1932 arabische Sprache und Literaturwissenschaft an der Universität Kairo. Dort verliebte sie sich in ihren wesentlich älteren Professor Amin al-Khuli, den sie heiratete. 1939 erwarb sie an der Universität Kairo den akademischen Grad eines Bachelors, hatte sodann drei Jahre eine Anstellung als Hochschullehrerin und wurde während dieser Zeit 1941 Magistra. Ab 1942 arbeitete sie als Inspektorin für den Unterricht in Arabisch und Literatur im ägyptischen Erziehungsministerium. Sie erlangte 1950 den Doktorgrad und lehrte ab 1951 an der Ain-Schams-Universität in Kairo sowie als Gastprofessorin u. a. auch an Universitäten in Khartum, Fès und Beirut.
Sie verfasste ab 1931 unter dem Pseudonym Bint asch-Schati Artikel in ägyptischen Zeitschriften, u. a. in an-Nahda an-Nisa’iya und al-Ahram, und wurde in den Hohen Rat für Kunst und Kultur Ägyptens aufgenommen. Ihr literarisches Werk umfasst neben zahlreichen Zeitungsartikeln mehr als 60 Bücher, zu denen u. a. Studien zur Koran-Exegese und zur arabischen Literatur, Biographien bedeutender frühislamischer Frauen im Umfeld des Propheten Mohammed (Die Frauen des Propheten, 1959; Die Töchter des Propheten, 1963; Die Mutter des Propheten, 1966), Beiträge über das schwierige ägyptische Landleben sowie Romane und Kurzgeschichten gehören.
Neben diesen Schriften wurde insbesondere ihr zwischen 1966 und 1969 in zwei Bänden veröffentlichter Korankommentar (at-tafsīr al-bayānī Iil-Qurʼān al-Karīm) bekannt, der von ihr als literarische Analyse verstanden wurde. Dieser zeichnet sich dadurch aus, dass jegliche Quellen außerhalb des Korans abgelehnt werden, insbesondere solche biblischer oder jüdischer Herkunft. Der Rückgriff auf diese in klassischen Kommentaren sieht sie als Beleg einer angeblichen jüdischen Verschwörung. Darüber hinaus weist sie die klassische Annahme zurück, dass jeder Vers eine Vielzahl an Interpretationen zulasse und vertritt sogar die Meinung, dass jedes Wort im Koran eine exakte Bedeutung habe, die nicht durch ein Synonym wiedergegeben werden könne. Ihr tafsīr ist nicht vollständig und behandelt nur die 14 kürzeren Suren am Ende des Korans. Der Kommentar gilt als einer der bedeutendsten, was zum einen an der in ihm zur Anwendung kommenden Methode liegt, aber auch daran, dass er der erste von einer Frau geschriebene Kommentar ist. Ihre philologische Methode, die von ihrem Lehrer und Ehemann Amin al-Khuli und Muhammad Abduh beeinflusst war, beschrieb sie selbst als literarische Methode (al-manhağ al-adabī).
1985 wurde ihr zu Ehren in Kairo eine Statue errichtet. Sie starb 1998 im Alter von 85 Jahren in Kairo nach einem Herzinfarkt. Ihre Bibliothek stiftete sie für Forschungszwecke.

## Weitere Werke (Auswahl)
- Das ägyptische Landleben, 1935
- Das Problem der Bauern, 1938
- Das Geheimnis des Ufers, 1942
- Geheimnis des Strands und der Gutsherr: Die Geschichte einer gefallenen Frau, 1944
- Die Rückkehr des Pharaos, Roman, 1948
- Bilder aus ihrem Leben, Erzählungen, 1957
- Neue Werte in der arabischen Literatur, 1961
- Zeitgenössische arabische Dichterinnen, 1963
- Abū l-ʿAlāʾ al-Maʿarrī, 1965
- Die gestrauchelte Frau und andere Erzählungen vom Dorfe, 1965
- Das Sendschreiben der Verzeihung des Abū l-ʿAlāʾ al-Maʿarrī, 1966
- Der Mensch, koranische Untersuchungen, 1969
- Der Koran und die Probleme des Menschen, 1972
- Auf der Brücke zwischen Leben und Tod, Autobiographie, 1986